# ذربوب سورنجاني الزهرة
ذُرْبُوب سُورَنجانِيّ الزهرة هو نبات مزهر دوفصي في الفصيلة النرجسية والذي يستخدم أحيانًا نباتًا للزينة . هذا النوع موطنه جنوب أوروبا من إسبانيا إلى أوكرانيا ، وكذلك من المغرب والجزائر وتركيا وسوريا ولبنان وفلسطين وإيران والقوقاز. لها أزهار صفراء تظهر في الخريف. أوراقها سنانية الشكل تظهر في الربيع الزهرة تطول نحو ١٠ سم وتعرض من ٥ مم. شمراخها يرتفع نحو ٦ سم. زهرتها صفراء اللون مستحبة العرف تطول نحو ٣ سم. تنويرها يستمر من أيلول إلى تشرين الأول.